# Stinkwein

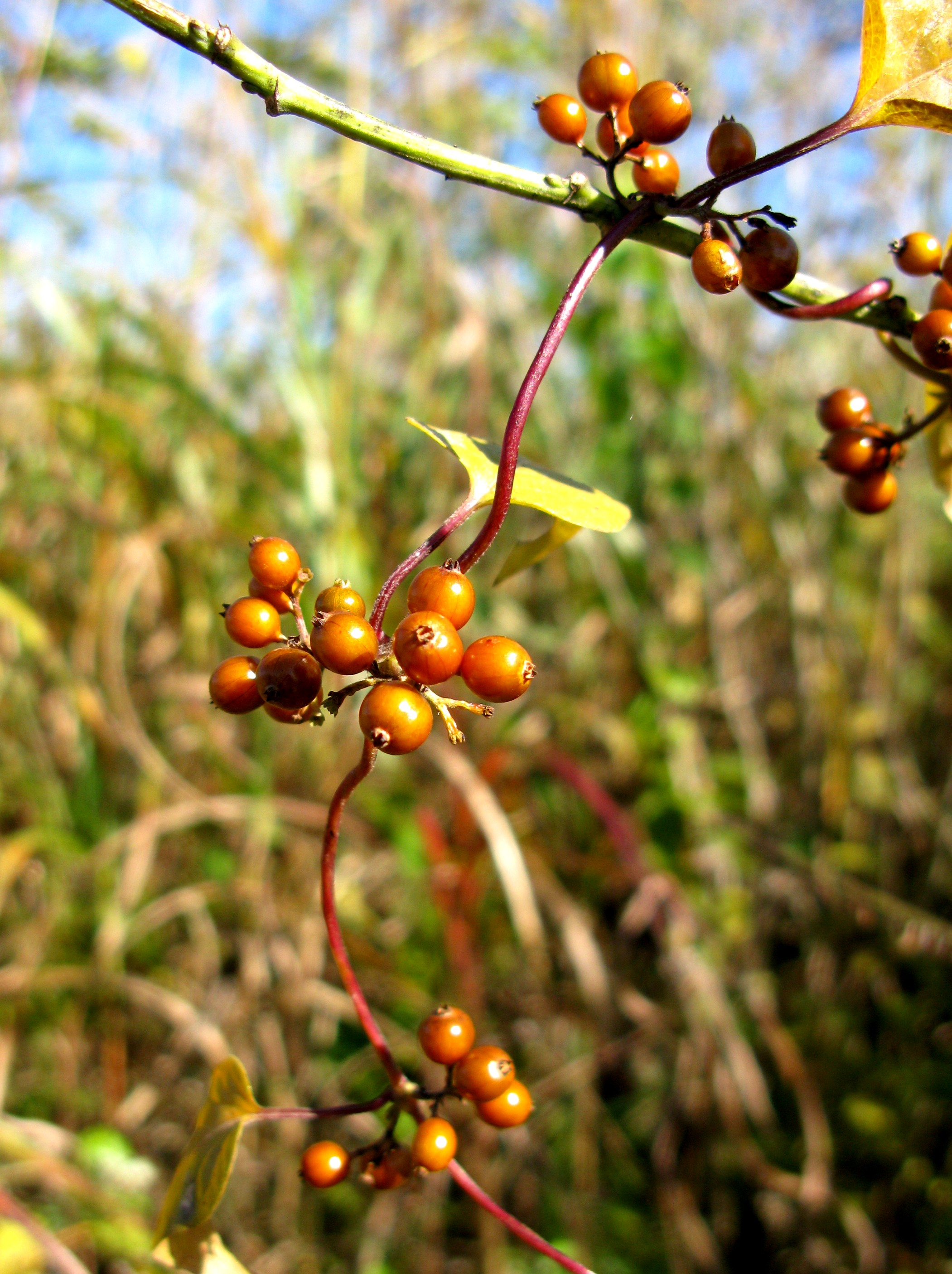
Früchte

Der Stinkwein (Paederia foetida) ist eine Pflanzenart in der Familie der Rötegewächse (Rubiaceae).

## Beschreibung
Der Stinkwein ist eine laubabwerfende, mehrjährige Schlingpflanze die bis zu 9–10 Meter hoch wächst. Die schlanken Sprossachsen sind mehr oder weniger behaart.
Die eiförmigen bis -lanzettlichen, glänzend tiefgrünen, meist gegenständigen und ganzrandigen Laubblätter sind bis zu 21 cm lang und 7 cm breit und verströmen bei Berührung einen schwefligen Duft. Die an der Basis stumpfe bis abgerundete oder oft mehr oder weniger herzförmige, rundspitzige bis spitze Spreite ist borstig bewimpert und mehr oder weniger leicht borstig behaart. Die schlanken Blattstiele sind bis 5 cm lang und feinhaarig. Es sind kleine Nebenblätter vorhanden.
Die weißen, glockenförmigen und fünfzähligen, zwittrigen Blüten mit doppelter Blütenhülle und rötlichem Schlund sind bis zu 1,5 cm lang. Sie erscheinen achsel- oder endständig in langstieligen Schraubeln. Der Kelch ist klein, mit dreieckigen, kahlen Zipfeln. Die verwachsene Krone mit kleinen ausladenden Lappen ist außen kurz und dicht behaart sowie innen im oberen Teil lang drüsenhaarig. Die Staubblätter  in der Mitte der Kronröhre sind eingeschlossen. Der zweikammerige Fruchtknoten ist (halb)unterständig im kahlen Blütenbecher mit kurz verwachsenem Griffel mit zwei langen, fädigen, etwas verdrehten und meist eingeschlossenen Ästen mit jeweils zweiästiger Narbe. Es ist ein kleiner Diskus vorhanden.
Es werden rundliche, kleine und orange-bräunliche, ein- bis zweisamige, glatte Steinfrüchte mit kleinen Kelchresten gebildet.

## Verbreitung und Geschichte
Der Stinkwein ist im tropischen und subtropischen Asien heimisch und hat sich nach Melanesien, Hawaii und auf die Maskarenen sowie bis in die südlicheren USA ausgebreitet.

## Verwendung
Der Konsum der Früchte färbt die Zähne schwarz und soll gegen Zahnweh helfen.